# AC Lumezzane
AC Lumezzane is een Italiaanse voetbalclub uit Lumezzane die speelt in de Lega Pro B. De club werd opgericht in 1948. De clubkleuren zijn blauw en rood.

## Bekende (ex-)spelers
- Mario Balotelli